# 定山渓鉄道モハ1200形電車
定山渓鉄道モハ1200形電車（じょうざんけいてつどうモハ1000がたでんしゃ）は、定山渓鉄道（現：じょうてつ）が1969年まで所有していた電化鉄道路線（定山渓鉄道線）で使用されていた電車の1形式。クハ1210形と共に製造され、路線廃止後は十和田観光電鉄へ譲渡された。

## 概要・運用
1950年代前半、沿線の定山渓温泉への観光客に加え通勤・通学客の増加を受けた定山渓鉄道では設備の増強が続き、豊平駅の施設増強・本社移転によるターミナル駅化に加え、新たな電車の増備も決定した。導入に先立つ1953年11月には不足が見込まれた電力を補うため、開業時から存在した藤ノ沢の変電所に加え、北茨城に1000 kwの風冷イグナイトロン整流器を用いた変電所が増設された。そして翌1954年に製造されたのが、モハ1200形1両（1201）とクハ1210形1両（1211）の合計2両である。
側面の窓配置は1951年に導入したモハ1001・クハ1011と類似し、窓も下段上昇式の2段窓であったが、上段はHゴムによって固定されたバス窓となった。前面は製造当時全国規模で流行していた湘南型と呼ばれる半流線形・2枚窓というデザインが採用された。車内の座席は通勤・通学輸送に対応するため全室ロングシートとなり定員数が増加した他、車内照明は従来車の白熱灯から蛍光灯へと改められた。台車は日本車両製造製のNA-5形で、電動車であるモハ1201の出力は既存のモハ1001以降の電車と同様の440 kwであったが歯車比の値は2.74（63:23）と小さくなっていた。
両車とも1954年7月23日に竣工し、製造当初は通過駅が存在する準急・急行列車に用いられ、従来車との混結運用も多く存在した。導入時の塗装はフェザントグリーン1色であったが、後に全体がアイボリー、窓回りがスカーレットという塗り分けに変更された。札幌市営地下鉄開業に伴う用地売却により1969年10月31日に路線が廃止となるまで使用された後は両車とも青森県の十和田観光電鉄に譲渡されており、定山渓鉄道線廃止時に残存していた電車・気動車で唯一他社へ売却された事例となった。

## 十和田観光電鉄モハ1200形・クハ1200形電車
1922年に軌間762 mmの軽便鉄道「十和田鉄道」として開通後、1951年に軌間1,067 mmの電化鉄道として再出発を遂げた十和田観光電鉄では、観光地・十和田湖への観光客に加え沿線への学校の新設・移転が重なり乗客数が増加の一途をたどっていた。だが、1968年12月29日に発生した列車同士の正面衝突事故により損傷が激しかった制御車1両（クハ2402）が運用から離脱し、車両不足が深刻な状態となってしまった。そこで十和田観光電鉄は別の私鉄からの中古車両を導入することで不足分を補う事とし、近江鉄道、名古屋鉄道など各地の車両を視察・検討した結果、定山渓鉄道のモハ1201・クハ1211を購入する事を決定した。車両状態や電動機の出力、収容力に加え、予備部品が豊富であった事がその理由とされている。
導入に際し、各部補修に加え塗装、車両番号の変更（モハ1201→モハ1207、クハ1211→クハ1208）が実施されたが、それ以外は右運転台も含めほぼ原形のまま導入され、1970年7月10日付で竣工した。制御装置も三菱電機製のHLD式のままであったが、それ故に既存の電車との総括制御が出来ず、主にモハ1207の単独運用もしくはクハ1208との連結運用が行われていた。
運用開始後は連結器の交換や保安ブレーキの搭載などの改造工事が行われたほか、1983年には車内放送装置の更新も実施された。20年近くに渡って使用されたが、東京急行電鉄から譲渡されたモハ3603・クハ3802の導入に伴い1990年に廃車され、現地で解体が行われた。